# Diuris aurea
Diuris aurea  (лат.) — травянистое наземное растение; типовой вид рода Диурис семейства Орхидные (Orchidaceae). Распространено в Австралии.

## Ареал
Произрастает в засушливых районах на восточном побережье Австралии. Встречается в основном в штатах Новый Южный Уэльс и Квинсленд. Является эндемиком востока Австралии.

## Биологическое описание
Эфемероид. Растение примерно 30-60 см в высоту.
Имеет один — два продолговатых листа, 10—20 см в длину, 4—6 мм в ширину
Цветки в числе от двух до пяти, от жёлто-золотого цвета до оранжевого с чёрными пятнышками. Как и все остальные виды данного рода, имеет два лепестка, напоминающих по форме ослиные уши.
Начинает расти с началом сезона дождей. Цветок появляется к весне. Семена созревают к началу летних штормов.
Впервые был описан и опубликован в ботанической литературе в 1804 году Джеймсом Эдвардом Смитом.